# Killing fields
Killing fields (lagărele de exterminare sau lagărele morții) sunt locurile din Cambodgia unde au avut loc masacre în masă⁠(d) din 1975 până în 1979, imediat după încheierea Războiului Civil Cambodgian și apariția regimului național-maoist al lui Pol Pot, care va duce pe scurt la apariția Kampucheei Democrate.